# Cratere Maur
Maur è un cratere sulla superficie di Marte.